# David O. Sacks
David Oliver Sacks nasceu em 25 de Maio de 1972, é um empresário e investidor em empresas de tecnologia da Internet. Ele é sócio geral da Craft Ventures, um fundo de capital de risco que ele co-fundou no final de 2017. Anteriormente, Sacks era o COO fundador e líder de produtos do PayPal adquirido pelo eBay em 2002 por US$ 1,5 bilhão e Fundador / CEO da Yammer adquirida pela Microsoft em 2012 por US$ 1,2 bilhão.

## Início da vida e educação
Sacks nasceu na Cidade do Cabo, África do Sul, e emigrou para o Tennessee com sua família quando tinha 5 anos. Embora Sacks não soubesse que ele queria ser um empresário, ele não queria trabalhar em uma profissão como seu pai, quem era um endocrinologista. No entanto, ele se inspirou em seu avô, que iniciou uma fábrica de doces na década de 1920.

## Carreira

### PayPal
Em 1999, Sacks deixou seu emprego como consultor de gerenciamento da McKinsey & Company para ingressar no serviço de comércio eletrônico PayPal.  Como (COO) e líder de produto do PayPal, ele construiu muitas das principais equipes da empresa e foi responsável pelo gerenciamento e design de produtos, vendas e marketing, desenvolvimento de negócios, internacional, atendimento ao cliente, operações de fraude e funções de recursos humanos.
Em fevereiro de 2002, o PayPal tornou-se público, foi um dos primeiros IPOs após os ataques de 11 de setembro de 2001. As ações subiram mais de 54% no primeiro dia e fecharam em US$ 20,09. Em outubro de 2002, o eBay adquiriu o PayPal por US$ 1,5 bilhão.
Sacks é membro da PayPal - um grupo de fundadores e primeiros funcionários do PayPal que fundou uma série de outras empresas de tecnologia de sucesso. Eles são frequentemente creditados com a inspiradora Web 2.0 e pelo ressurgimento de empresas de Internet focadas no consumidor após o colapso das empresas pontocom em 2001.

### Geni.com
Em 2006, a Sacks fundou o Geni.com, um site de genealogia que permite que os membros da família construam colaborativamente uma árvore genealógica online. Na Geni, ele queria mais visibilidade do que estava acontecendo em toda a organização, então a equipe criou uma ferramenta de produtividade para ajudar os funcionários a compartilhar informações.
Em 2008, Sacks e o co-fundador Adam Pisoni transformaram essa ferramenta de comunicação interna em uma empresa autônoma chamada Yammer.

### Yammer
Em 2008, o Yammer lançou a primeira Enterprise Social Network, uma solução segura para comunicação e colaboração corporativa interna ganhando o grande prêmio na conferência TechCrunch50. De acordo com o Social Capital, a abordagem viral do Yammer a tornou uma das empresas de software como serviço (SaaS) que mais crescem na história, ultrapassando oito milhões de usuários corporativos em apenas quatro anos. Yammer recebeu aproximadamente US$ 142 milhões em financiamento de empresas de capital de risco, como Charles River Ventures, Founders Fund, Emergence Capital Partners e Goldcrest Investments.
Em julho de 2012, a Microsoft adquiriu o Yammer por US$ 1,2 bilhão como parte essencial de sua estratégia em nuvem / social.
Em maio de 2018, funcionários de mais de 90.000 empresas em todo o mundo usam o Yammer, incluindo 85% das empresas da Fortune 500 e uma quantidade significativa da Global 2000.

### Investidor
A Sacks investe em empresas de tecnologia há vinte anos. Como investidor anjo , seus investimentos incluem Addepar , Afirmar, Airbnb, Clutter, Eventbrite, Facebook, Gusto, Houzz, Intercomunicador, Mixpanel, Opendoor, Palantir Technologies, PayPal, Postmates, ResearchGate , Scribd , Slack , SpaceX , SurveyMonkey , ThirdLove , Uber e Wish.

## Vida Pessoal
Nascido na Cape Town, África do Sul, Sacks imigrou com sua família para os Estados Unidos aos 5 anos de idade.
Sacks frequentou a Memphis University School em Memphis, Tennessee. Ele obteve seu diploma de bacharel em Economia pela Universidade de Stanford em 1994 e recebeu um JD da Faculdade de Direito da Universidade de Chicago em 1998.
Em 7 de julho de 2007, David Sacks teve seu casamento com a Jacqueline Tortorice, e tendo breve duas filhas e um filho.